# Jan Dreßler

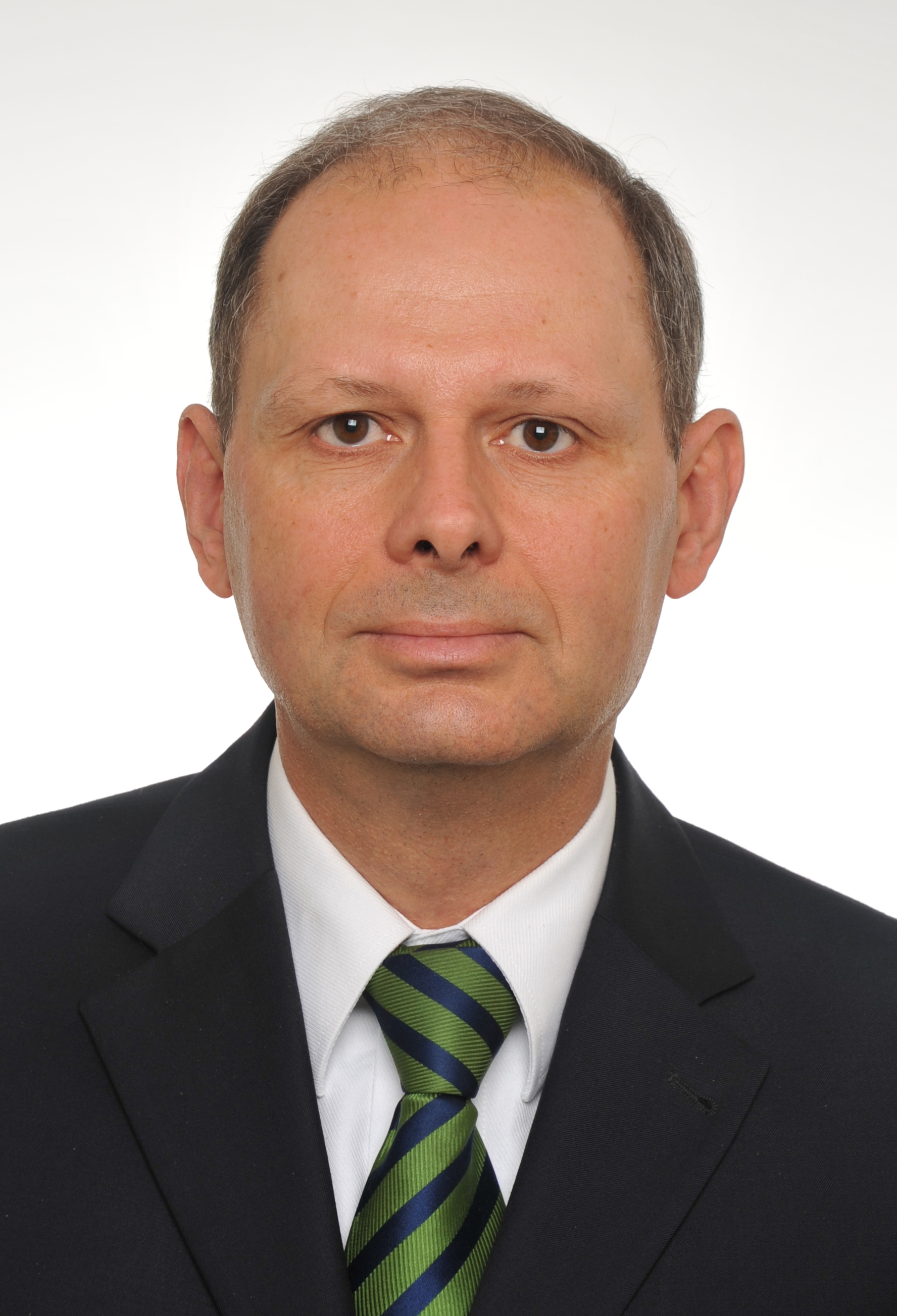
Jan Dreßler

Jan Dreßler (geb. 28. März 1961 in Greiz) ist ein deutscher Facharzt für Rechtsmedizin. Er ist seit 2009 Professor für Rechtsmedizin an der Medizinischen Fakultät der Universität Leipzig und damit einziger Lehrstuhlinhaber für Rechtsmedizin in Sachsen.

## Werdegang
Dreßler absolvierte zwischen 1981 und 1986 sein Medizinstudium an der Humboldt-Universität zu Berlin und der Technischen Universität Dresden. 1987 promovierte er zum Dr. med. und 1999 habilitierte er mit einer Arbeit zum Thema „Zur Bedeutung endothelialer Adhäsionsmoleküle, insbesondere der Selektine, für die immunhistochemische Diagnostik des Wundalters“ an der Medizinischen Fakultät Carl Gustav Carus der TU Dresden. Es folgten Auslandsaufenthalte als „visiting scientist“ und „senior lecturer“ am Institute of Pathology, Forensic Medicine Unit der Universität Edinburgh und dem Department of Neurological Surgery der University of Wisconsin–Madison.
2000 wurde er zum Privatdozenten und Oberarzt ernannt. 2003 erhielt Jan Dreßler den Ruf als Professor für Rechtsmedizin an die Medizinische Fakultät Carl Gustav Carus der Technischen Universität Dresden, nachdem er bereits seit 2001 das Institut für Rechtsmedizin der Medizinischen Fakultät Carl Gustav Carus der Technischen Universität leitete. Im Jahr 2009 nahm er den Ruf an den Lehrstuhl für Rechtsmedizin der Universität Leipzig an und wurde Direktor des gleichnamigen Institutes.
Er ist Mitglied der Ethikkommission und Vorsitzender der Promotionskommission an der Medizinischen Fakultät.

## Mitgliedschaften
Dreßler ist u. a. Mitglied der Deutschen Gesellschaft für Rechtsmedizin, der International Acadamy of Legal Medicine und der Deutschen Gesellschaft für Abstammungsbegutachtung und somit Fachgutachter für sogenannte Vaterschaftsgutachten.

## Publikationen
Dreßler hat mehr als 200 wissenschaftliche Arbeiten veröffentlicht.
- als Herausgeber: 40 Jahre Rechtsmedizin in Dresden: Beiträge des Symposiums vom 13. Mai 2004. Aachen 2004.
- mit K. Schulz, S. Hering, C. Erfurt und E. Müller: Zur Geschichte des Institutes für Rechtsmedizin Dresden. In: B. Madea (Hrsg.): 100 Jahre Deutsche Gesellschaft für Gerichtliche Medizin/Recht.Berlin 2004.